# Wittstocksgatan

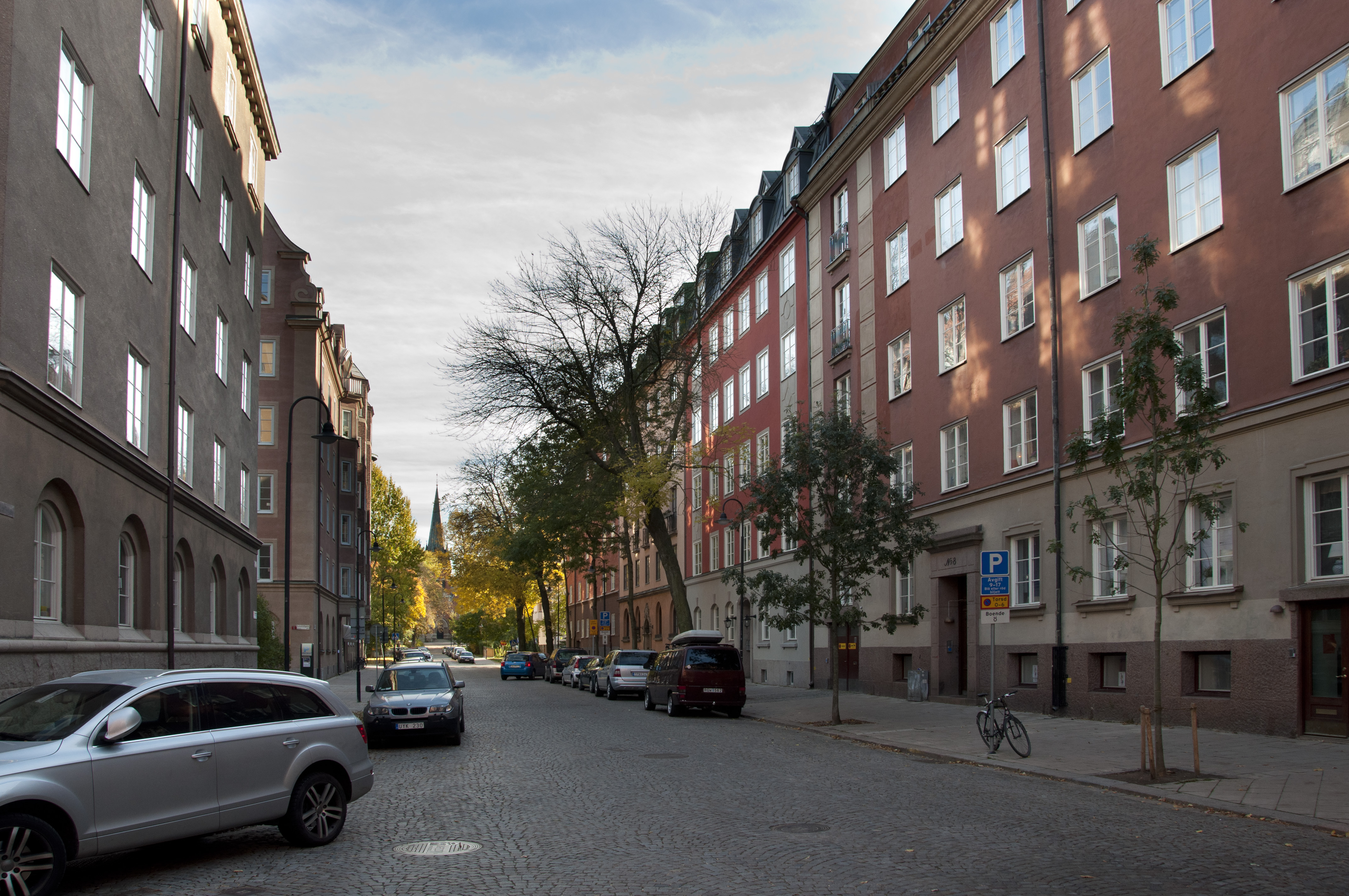
Wittstocksgatan. I fonden Gustaf Adolfskyrkan.

Wittstocksgatan är en gata på Östermalm i Stockholms innerstad. Gatan har fått sitt namn efter segern i slaget vid Wittstock i Brandenburg där Johan Banér den 24 september 1636 slog den förenade kejserliga-sachsiska armén.